# بوب ستريكلاند
بوب ستريكلاند (بالإنجليزية: Bob Strickland)‏ هو صحفي أمريكي، ولد في 1936، وتوفي في 26 سبتمبر 2008.